# Knut Henrik Posse
Knut Henrik Posse, född 10 augusti 1824 i Hedåker, död 18 januari 1883 i Marieberg, var en svensk friherre och militär.

## Biografi
Knut Henrik Posse tillhörde den adliga svenska släkten Posse af Säby, som son till greven och generalen Carl Henrik Posse och dennes andra hustru, Sofia Augusta, ur den likaledes adliga släkten Ribben.
Posse tjänstgjorde vid Svea artilleriregemente. Han utnämndes 1868 till riddare av Svärdsorden, en förtjänsttitel. År 1870, då han höll kaptens grad, utnämndes han till chef för Kungliga krigshögskolan i Marieberg, på Kungsholmen i Stockholm, samt för Kungliga fyrverkarkåren, en artillerienhet i samma område. På båda posterna efterträdde han dåvarande majoren Claës Gustaf Breitholtz.
År 1878 delades Krigshögskolan, genom att den högre militär- och stabsutbildningen flyttade ut till en ny institution som behöll namnet (ur denna utvecklades sedermera Försvarshögskolan). Knut Henrik Posse kvarstannade i Marieberg som förste chef för den huvudsakligen tekniskt inriktade utbildning som fortsatte bedrivas där, under namnet Artilleri- och ingenjörhögskolan. Han ledde även från 1876 den gradvisa avvecklingen av Fyrverkarkåren och inträdde samtidigt som chef för dess 1877 bildade ersättare, Mariebergs ammunitionsfabrik, vilken sorterade under Arméförvaltningens tygdepartement.  Han behöll båda dessa poster fram till sin död, efter en tids sjukdom, i januari 1883. Vid sin död hade han majors grad i armén och var kapten vid Svea artilleriregemente.
Knut Henrik Posse gifte sig 1859 med Sofia Vilhelmina Lilliestråle, med vilken han fick två barn, Elsa Sofia (1861–1939) och Nils (1862–1895 i Boston, USA)